# سرخس جنوبي
سرخس جنوبي (الاسم العلمي: Polypodium australe) هو نوع نباتي يتبع جنس السرخس من فصيلة السرخسية.